# Emilia Moscoso y González
Emilia Moscoso y González   (Madrid, 8 de març de 1829 - Madrid, 6 de març de 1859), anomenada també Emilia Moscoso de Valero, va ser una cantant espanyola d'òpera i de sarsuela.
Va néixer a Madrid el 8 de març de 1829. Va ser alumne del Conservatori de Madrid, on va ser deixebla de Baltasar Saldoni. Va matricular-se per primera vegada el 4 de febrer de 1842 a les classe de solfeig, matèria que després repassava amb el músic Ildefonso Santos, amb qui residia. Entre l'11 de març de 1843 i el 26 d'abril de 1847 va cursar les classes de cant, i després de deixar el centre va continuar prenent lliçons del mateix mestre. Al conservatori també va fer classes d'italià, acompanyament i composició, i va participar en les funcions que se celebraven, on va ser reconeguda com una de les millors alumnes de la institució.
La seva veu era de soprano. Va ser contractada al Teatre Reial de Madrid en inaugurar-se el 19 de novembre de 1850. A totes les òperes on tenia un paper rellevant era rebuda amb mostres d'aprovació, i va ser aplaudida especialment per la seva interpretació a La sonnambula, La Cenerentola i La Favorite. Paral·lelament va dedicar-se també a la sarsuela, que va ser un dels seus principals sosteniments, no només a Madrid sinó als teatres de les principals ciutats d'Espanya. Diversos autors van escriure obres per a ella, però la que va acreditar més l'èxit del gènere de la sarsuela, així com la fama de Moscoso, va ser La Mensajera del mestre Joaquín Gaztambide, que la va contractar per suggeriment de Baltasar Saldoni.
Quan tenia 21 anys es va casar amb l'actor José Valero, que havia enviudat feia poc de la seva primera esposa, amb qui va tenir dos fills. Moscoso va morir el 6 de març 1859, al carrer de Don Pedro, 7, de Madrid.